# Thelotrema tuberculiferum
Thelotrema tuberculiferum är en lavart som beskrevs av Vain. 1915. Thelotrema tuberculiferum ingår i släktet Thelotrema och familjen Thelotremataceae.   Inga underarter finns listade i Catalogue of Life.